# Басс Іван Іванович
Іва́н Іва́нович Ба́сс (нар. 14 (27) травня 1907, Березань — 5 жовтня 1984, Київ) — український літературознавець, доктор філологічних наук.

## Життєпис
Закінчив семирічку, по тому Золотоніську агрошколу.
1940 — випускник філологічного факультету Харківського університету. В 1941—1944 — на партійній роботі, протягом 1945—1949 — заступник редактора журналу «Україна». В 1949—1951 роках завідував кафедрою української літератури Ужгородського університету.
В 1951—1975 роках працює старшим науковим співробітником Інституту літератури ім. Т. Г. Шевченка.
Є автором низки монографій та статей по питаннях історії української літератури до 1917 року та франкознавства:
- 1956 — «Іван Франко. Життя і творчість»,
- 1963 — «В. Г. Бєлінський і українська література 30-40 років 19 ст.»,
- 1965 — «Художня проза Івана Франка»,
- 1983 — «Іван Франко. Життєвий і творчий шлях»,
- був редактором і одним з упорядників збірника «Літературна спадщина Івана Франка»,
- в колективі авторів «Історії української літератури» — у восьми томах,
- був у творчій групі підготовки «Зібрання творів І.Франка у 50-ти томах».

Писав вірші — під псевдонімом Іван Майовий, деякі з них покладено на музику.